# Amegilla bechuanensis
Amegilla bechuanensis is een vliesvleugelig insect uit de familie bijen en hommels (Apidae). De wetenschappelijke naam van de soort is voor het eerst geldig gepubliceerd in 1935 door Cockerell.
De diersoort komt voor in Zimbabwe.